# Sluhy
Sluhy jsou obec v okrese Praha-východ v Středočeském kraji. Rozkládá se asi sedmnáct kilometrů severovýchodně od centra Prahy a osm kilometrů západně od města Brandýs nad Labem-Stará Boleslav. Žije zde 739 obyvatel.

## Název
Název vesnice pochází buď od sluhů, nebo šlo o ves Sluhů, tj. Sluhovy rodiny.

## Historie
První písemná zmínka o obci pochází z roku 1238. Její historie však byla pravděpodobně starší, protože již dříve, možná už od let 979–999, zde stál kostel svatého Vojtěcha.

### Kronika Služská
Významnou historiografickou publikací je Kronika Služská, popisující historii obce Sluhy a přifařených obcí od jedenáctého století do počátku století dvacátého. Jejím autorem je P. František Pubal (1851, Buk – 1923, Brandýs nad Labem). Kromě zmíněné kroniky zanechal tento pozoruhodný kněz také rukopisný sborník homilií, který byl ovšem po jeho smrti nenávratně zničen. Zachráněn byl naopak přepis Pubalova deníku, který pořídila jeho služebná Marie Kostková.
Tento přepis v jednoduchém kroužkovém bloku byl pokládán za jediný dochovaný záznam, neboť originál deníku se v pozůstalosti dlouho nedařilo nalézt a byl považován za ztracený. Před několika lety[kdy?] byl ovšem objeven ve Státním oblastním archivu Praha-východ v pobočce Zdiby-Přemyšlení.[zdroj⁠?!] Představuje unikátní záznam o životě polabských obcí na přelomu 19. a 20. století a o měnícím se postavení církve v tradiční venkovské společnosti. Výňatky z tohoto deníku byly publikovány v regionálním časopise TOK a v celostátním odborném periodiku „Společenskovědní předměty“.
Páter František Pubal je jako významná osobnost kraje zmiňován v řadě regionálních publikací i dokumentárních filmových děl, je mu rovněž dedikována vstupní báseň sbírky Služský hřbitov. Na služské faře strávil František Pubal 36 let – tak dlouho zde nebyl žádný kněz před ním ani po něm. Pochován je na hřbitově ve Sluhách.

## Obyvatelstvo
| Rok            | 1869 | 1880 | 1890 | 1900 | 1910 | 1921 | 1930 | 1950 | 1961 | 1970 | 1980 | 1991 | 2001 | 2011 | 2021 |
| -------------- | ---- | ---- | ---- | ---- | ---- | ---- | ---- | ---- | ---- | ---- | ---- | ---- | ---- | ---- | ---- |
| Počet obyvatel | 589  | 706  | 737  | 655  | 692  | 680  | 757  | 646  | 666  | 614  | 634  | 596  | 634  | 680  | 724  |
| Počet domů     | 83   | 84   | 89   | 97   | 102  | 103  | 153  | 160  | 169  | 168  | 176  | 199  | 208  | 225  | 257  |

## Obecní správa

### Územněsprávní začlenění
Dějiny územněsprávního začleňování zahrnují období od roku 1850 do současnosti. V chronologickém přehledu je uvedena územně administrativní příslušnost obce v roce, kdy ke změně došlo:
- 1850 země česká, kraj Praha, politický okres Karlín, soudní okres Brandýs nad Labem[10]
- 1855 země česká, kraj Praha, soudní okres Brandýs nad Labem[10]
- 1868 země česká, politický okres Karlín, soudní okres Brandýs nad Labem[10]
- 1908 země česká, politický i soudní okres Brandýs nad Labem[11]
- 1939 země česká, Oberlandrat Mělník, politický i soudní okres Brandýs nad Labem[12]
- 1942 země česká, Oberlandrat Praha, politický i soudní okres Brandýs nad Labem[13]
- 1945 země česká, správní i soudní okres Brandýs nad Labem[14]
- 1949 Pražský kraj, okres Brandýs nad Labem[15]
- 1960 Středočeský kraj, okres Praha-východ[16]

### Obecní symboly
Znak a vlajka byly obci uděleny rozhodnutím předsedy Poslanecké sněmovny Parlamentu České republiky dne 13. května 2003.

## Společnost
Ve vsi Sluhy (730 obyvatel, katolický kostel a chudobinec) byly v roce 1932 evidovány tyto živnosti a obchody: lékař, obchod s cukrovinkami, holič, 3 hostince, kapelník, kolář, dělnický konsumní spolek, kovář, 3 krejčí, obchod s obuví, pekař, 2 pokrývači, 3 řezníci, 2 obchody se smíšeným zbožím, spořitelní a záložní spolek pro Sluhy, trafika, 2 truhláři, velkostatek Chadraba.

## Doprava
Dopravní síť
- Pozemní komunikace – Obcí prochází silnice III. třídy. Ve vzdálenosti 2 km lze najet na silnici II/244 Líbeznice - Kostelec nad Labem - Všetaty - Byšice.
- Železnice – Železniční trať ani stanice na území obce nejsou. Nejbližší železniční stanicí jsou Měšice u Prahy ve vzdálenosti 4 km ležící na trati 070 v úseku z Prahy do Neratovic.

Veřejná doprava 2016
- Autobusová doprava – V obci má zastávku linka 377 (dopravce ČSAD střední Čechy) jezdící z Prahy Letňan do Kostelce nad Labem. Dále zde jezdí linky 477 a 657 (dopravce ČSAD střední Čechy) jedoucí směr Brandýs nad Labem - Stará Boleslav.

## Pamětihodnosti
- Kostel svatého Vojtěcha
- Zvonice u hřbitova
- Fara

## Další fotografie

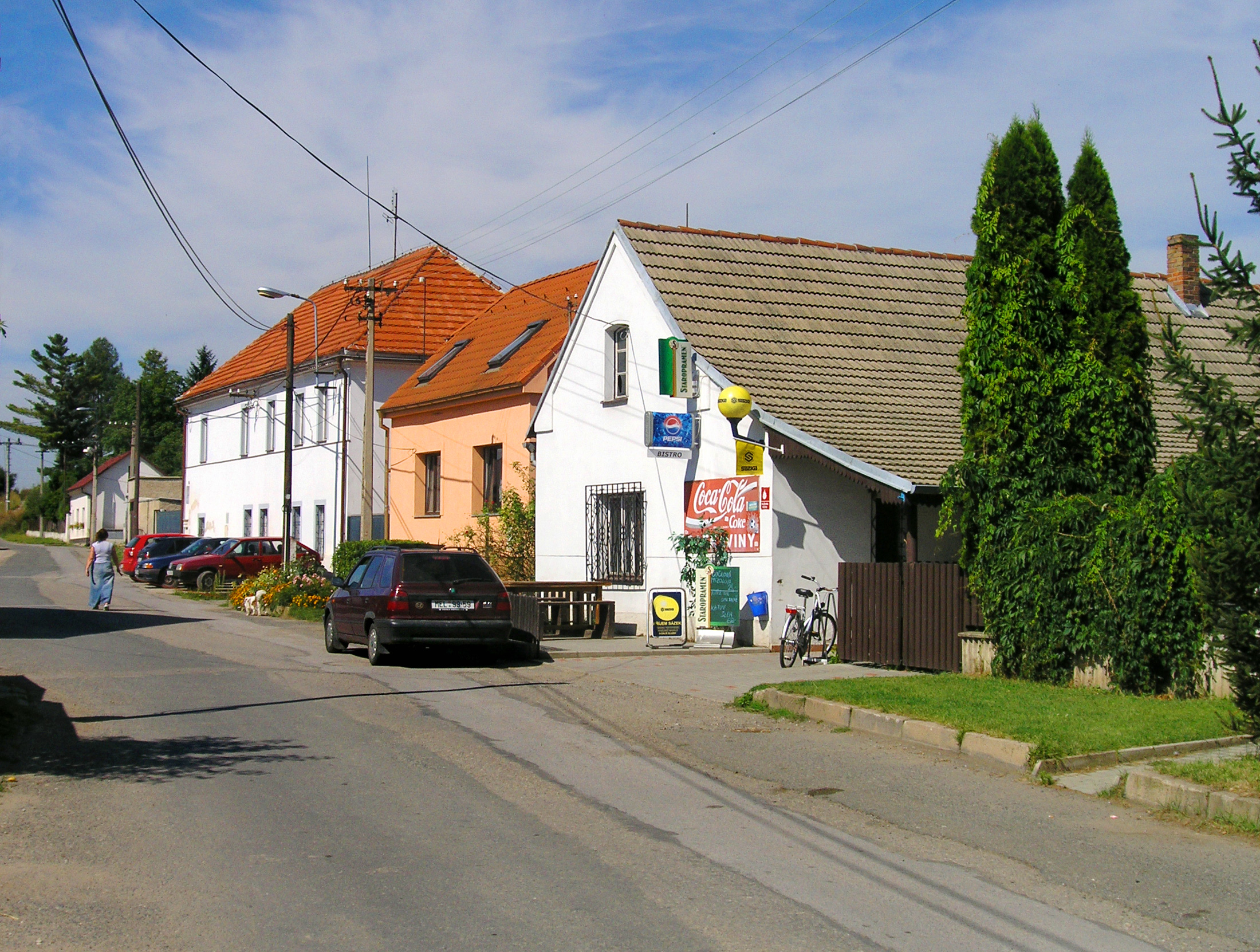
Západní část obce
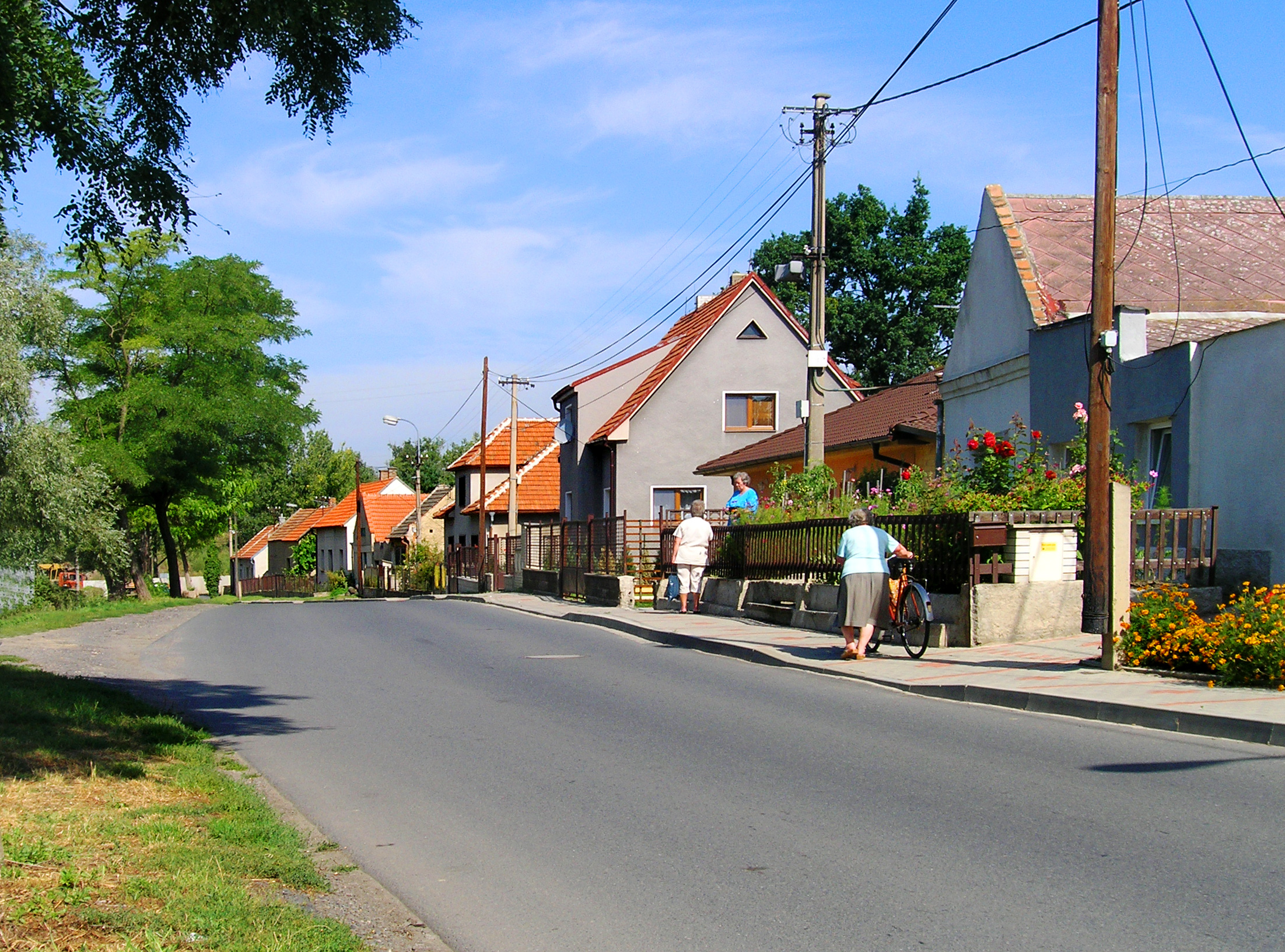
Severní část obce
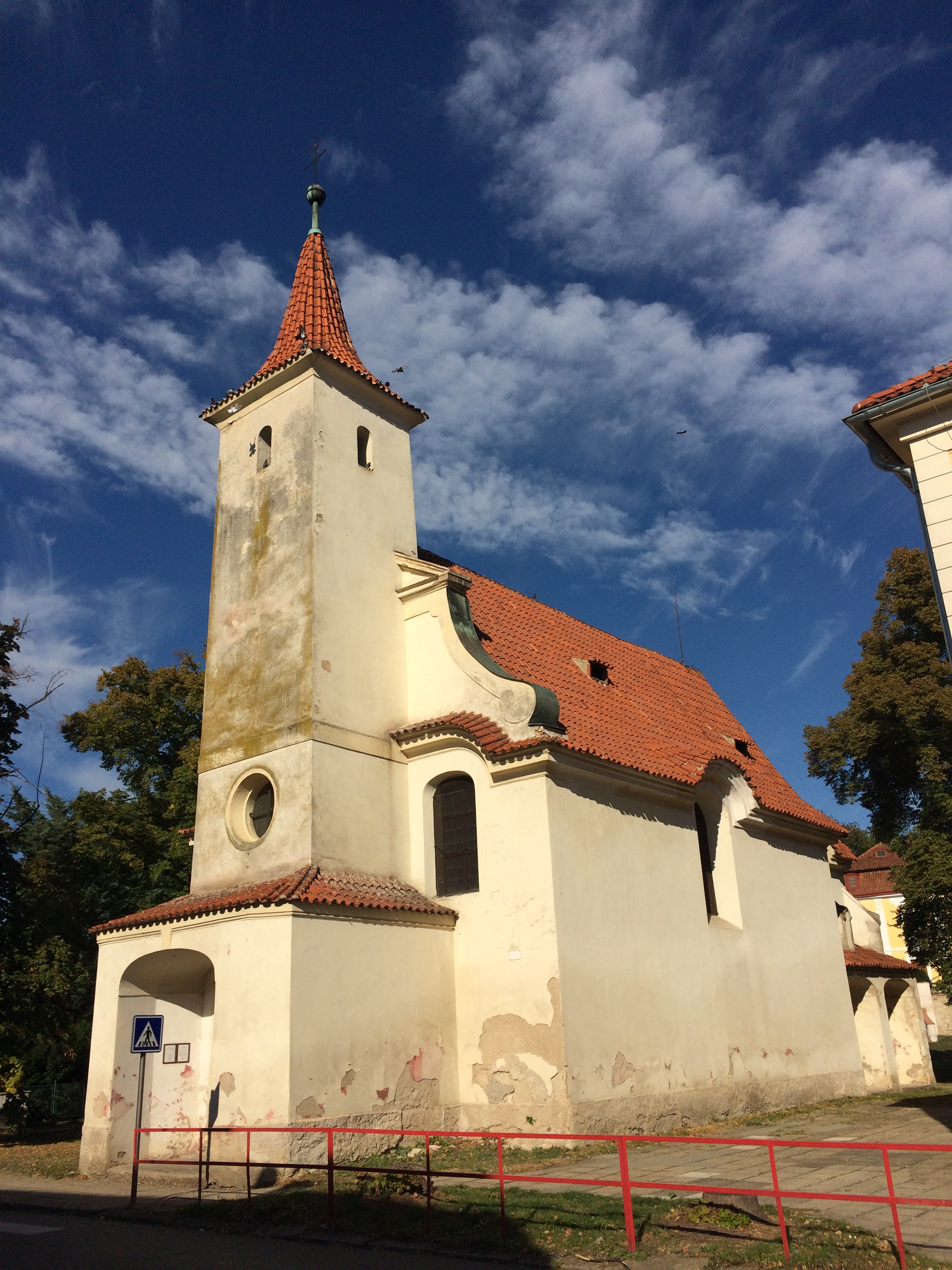
Kostel sv. Vojtěcha
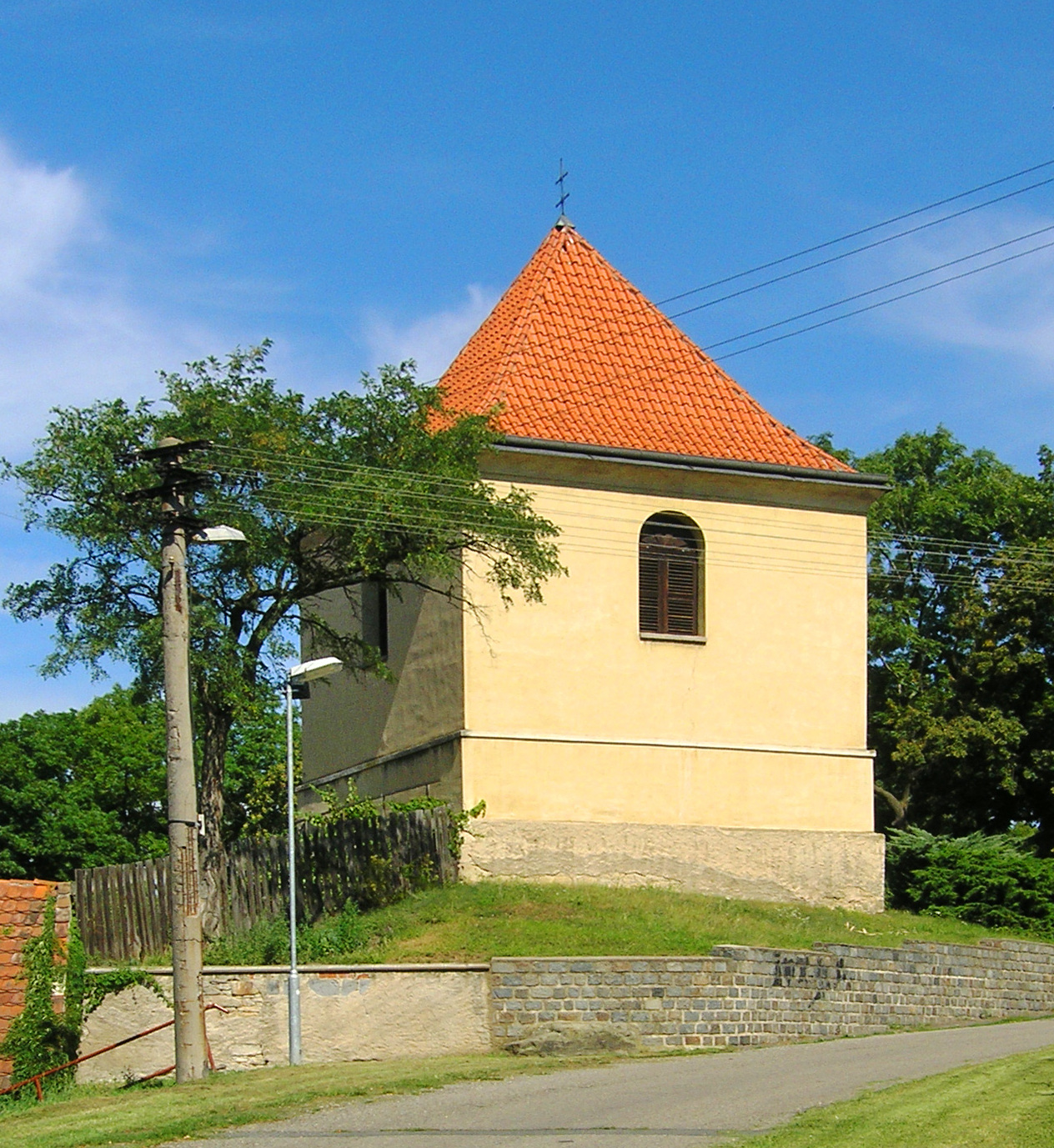
Zvonice u hřbitova
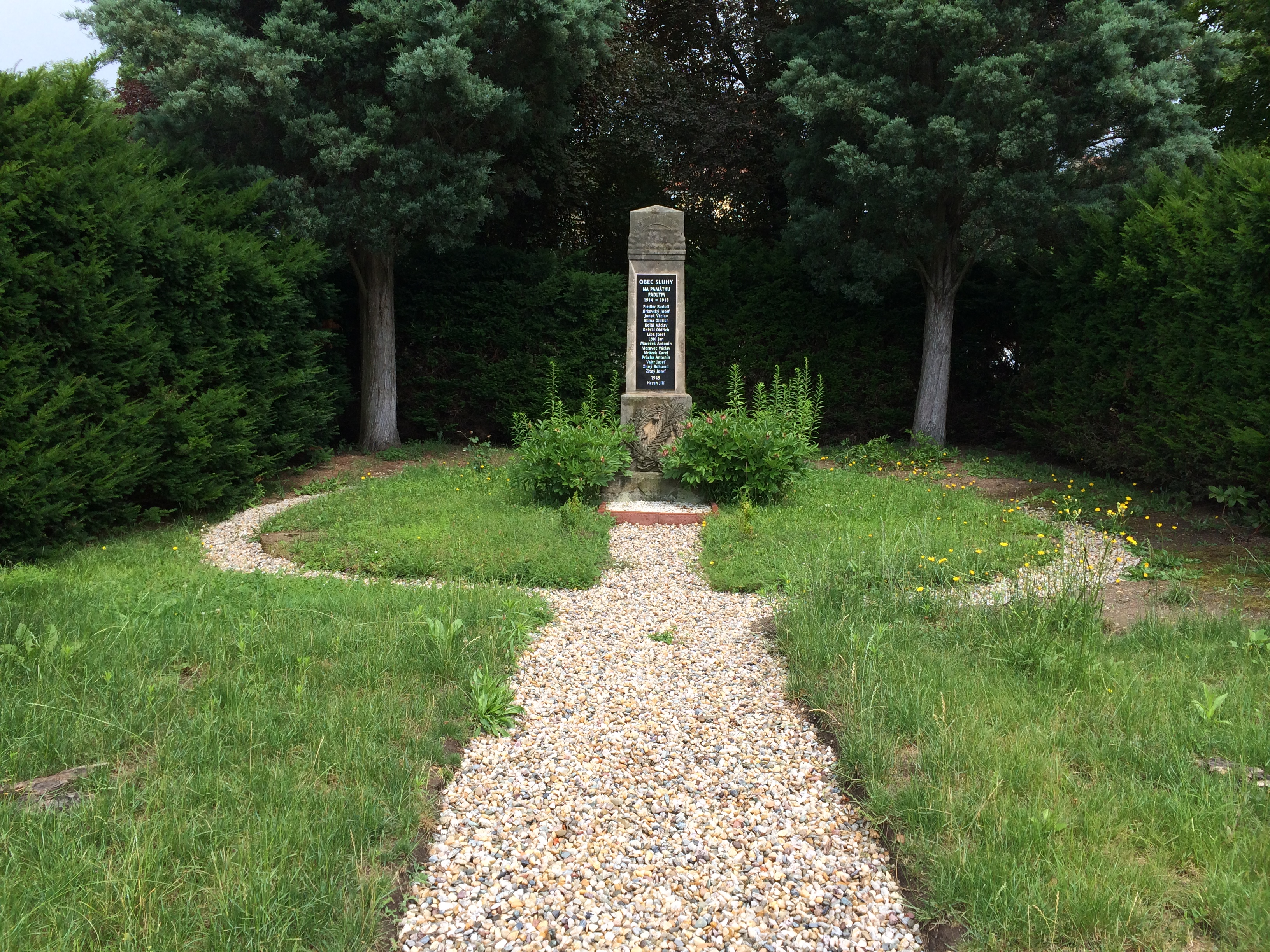
Památník obětem první světové války
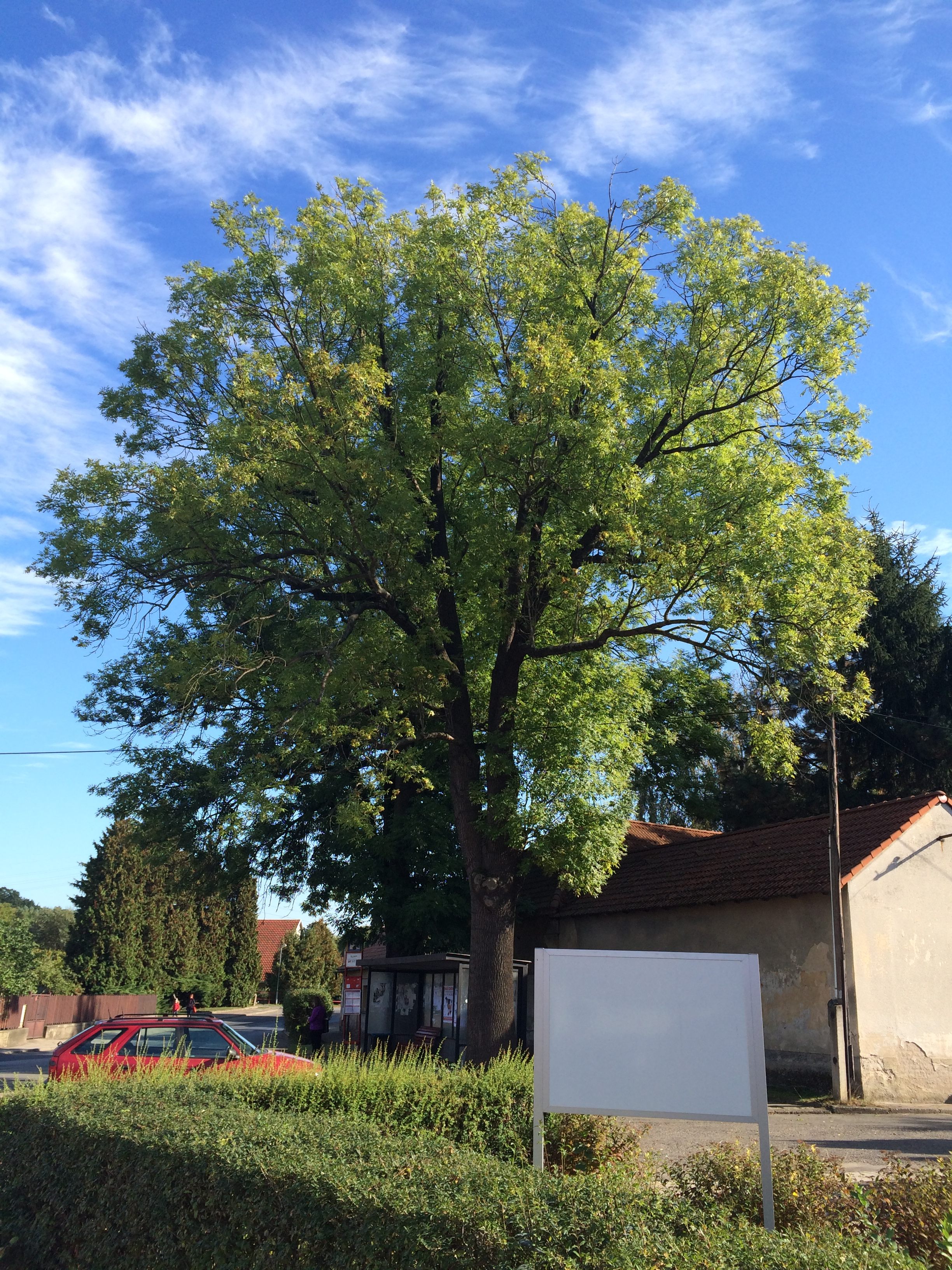
Jeden ze dvou památných jasanů ztepilých